# Чернов Микола Дмитрович
Микола Дмитрович Чернов (16 грудня 1847, Казань — †1920, Саратов; рос. Николай Дмитріевич Чернов) — російський підприємець, купець II та  I гільдії. До 1910 року був найпопулярнішим бакалійником у Саратові.

## Біографія
Народися 1847 року в Казані, де й закінчив повітове училище і переїхав у Саратов в 80-х роках.
Був представником торгово-промислового стану — чудово здоровий, розважливий, чіпкий, жорсткий, але і співчутливий сірим і убогим, вів свою справу з розмахом і далеким прицілом. Постачальники у нього були всі імениті — в різних регіонах Росії. Балики, ікра, тьоша, осетрина, стерлядь та інші рибні делікатеси йшли з Астрахані, ковбаси копчені та сирі — від кращих самарських, ярославських і костромських фірм, цукерки, пряники, печиво — від московських і тульських компаньйонів, чай, цукор, кава, цитрусові фрукти — з Кавказу, України, із Середньої Азії, вина, коньяки, шампанське — Малоросії і Криму, горілки — знаменитого московського будинку П. Смирнова. Були завжди в продажу у Чернова різноманітні консерви, солона і маринована риба, копчені поросята і дичину, бастурма, шпиг, корейка, карбонад, масло тваринне і рослинне, макарони, вермішелі, крупи і все інше — «завжди свіже і в величезному виборі».
До 1910 року Микола Дмитрович був найпопулярнішим бакалійником в місті, потіснивши на винно-гастрономічному ринку свого давнього і славетного конкурента Мойсея Іванова, який торгував в першому поверсі готелю «Європа» на Німецькій вулиці.
Чернов помер 1920 року у Саратовській в'язниці, за неправдиве засудження у замасі на  Леніна. Передбачивши такий фінал, Сергій Миколайович навіть бажав відбути строк за батька.